# Rosalinda
Rosalinda este o telenovelă mexicană produsă de Salvador Mejía Alejandre pentru Televisa în 1999. Este o refacere a telenovelei venezuelane María Teresa, produsă în 1972 de Venevisión.
Thalía, Fernando Carrillo și Angélica María apar ca protagoniști, în timp ce Lupita Ferrer este antagonista.

## Rezumat
Trecutul ei învăluit în mister, ca și durerea surdă pe care o simte în suflet, o împiedică să fie fericită. Reîntâlnirea cu Fernando José nu aduce lumina, pentru că el nu o recunoaște, iar ea nu și-l amintește. Doar o minune ar mai putea reuni într-o singura bătaie aceste două inimi, făcute una pentru alta, însă despărțite de minciuni și prejudecăți. Minunea adevărului, minunea dragostei…
Întreaga poveste a început cu aproape un an în urmă, pe vremea când Rosalinda vindea flori pentru a-și câștiga existența. Într-o zi, făcând livrarea unei comenzi de flori la un restaurant, se îndrăgostește la prima vedere de un pianist, Fernando José, despre care nu știe că este avocat și provine dintr-o familie înstărită, muzica nefiind pentru el decât un mod de a-și exterioriza emoțiile, un simplu hobby, în localul pe care îl deține un prieten. Rosalinda a crescut într-o familie modestă, cu încă trei frați, Beto, Fedra și Lucy, fără să bănuiască măcar că Dolores și Javier nu sunt părinții ei adevărați. Mama ei, Soledad - condamnată la închisoare pentru o crimă pe care nu a comis-o, victima fiind tatăl lui Fernando José – și-a încredințat fetița surorii ei, care, pe patul de moarte, nu apucă să-i spună soțului decât fragmente de adevăr.
Valeria, mama lui Fernando José, nu reușește să-și despartă fiul de Rosalinda, cei doi îndrăgostiți se căsătoresc, dar fericirea le este brutal întreruptă când Valeria află că tatăl nurorii sale i-a omorât soțul. Copleșit de veste, Fernando José o părăsește pe Rosalinda, iar șocul îi produce tinerei o naștere prematură. Lovitura de grație vine când Valeria îi răpește copilul, ceea ce o aruncă pe Rosalinda în tenebrele demenței. La scurt timp după ce este internată, la clinică izbucnește un incendiu devastator, iar toată lumea crede că Rosalinda și-a pierdut viața.

## Distribuția
- Thalía – Rosalinda Pérez Romero
- Fernando Carrillo – Fernando José Altamirano del Castillo
- Angélica María – Soledad Martha Romero
- Lupita Ferrer – Valeria Del Castillo
- Nora Salinas – Fedra Pérez Romero
- Adriana Fonseca – Lucía Pérez Romero
- Elvira Monsell – Bertha Álvarez
- Jorge De Silva – Roberto "Beto" Pérez Romero
- René Muñoz – Florentino Rosas
- Eduardo Luna – Aníbal Eduardo Rivera Pacheco
- Víctor Noriega – Alejandro "Alex" Dorantes
- Miguel Ángel Rodríguez – Javier Pérez
- Anastasia – Alcira Ordóñez
- Ninón Sevilla – Asunción
- Renata Flores as Zoila Barriga
- Alejandro Ávila – Gerardo Navarette
- Laura Zapata – Verónica Del Castillo
- Ivonne Montero – Celina Barriga
- Guillermo García Cantú – José Fernando Altamirano
- Susana González – Luz Elena
- Sabine Moussier – Cristina